# Delphinium cilicicum
Delphinium cilicicum är en ranunkelväxtart som beskrevs av Peter Hadland Davis och Kit Tan. Delphinium cilicicum ingår i släktet storriddarsporrar, och familjen ranunkelväxter. Inga underarter finns listade i Catalogue of Life.